# 上海堡垒 (电影)
《上海堡垒》是一部于2019年上映的中國愛情科幻电影。本片改编自江南的同名小说《上海堡垒》，由滕华涛执导，鹿晗和舒淇领衔主演，2019年8月9日于中国大陆上映。

## 劇情簡介
2035年，外星黑暗勢力突襲地球，企圖奪取人類賴以生存的能源寶藏，能源所在的地球重鎮依次遭到重創。國家的邊界被打破，各國精英組建聯合軍隊，人類團結一致抵抗外星侵略者，在所剩無幾的能源城市建立名為“泡防禦”的能量堡壘以抵禦外星人的進攻。隨著紐約、東京、新德里等堡壘城市的紛紛陷落，上海，成為了人類最後的希望。
大學生江洋（鹿晗飾）追隨女指揮官林瀾（舒淇飾）進入了上海堡壘成為一名指揮員。外星勢力不斷發動猛烈襲擊，林瀾受命保護擊退外星人的秘密武器，江洋和幾個好友所在的“灰鷹小隊”則要迎戰外星侵略者，保衛人類的終極一戰在上海打響。

## 演員

### 主要演员
| 演员姓名 | 角色名称 | 介绍           |
| 鹿晗     | 江洋     | 灰鹰小队成员   |
| 舒淇     | 林澜     | 上海堡垒指挥官 |

### 其他演员
| 演员姓名 | 角色名称 | 介绍             |
| 高以翔   | 杨建南   | 上海火炮司令员   |
| 石凉     | 邵一云   | 邵将军，林澜上级 |
| 王森     | 潘翰田   | 灰鹰小队队员     |
| 王宫良   | 曾煜     | 灰鹰小队队员     |
| 孙嘉灵   | 路依依   | 灰鹰小队队员     |

## 發行
2019年2月《上海堡壘》發布最新預告片。
电影上映前事故频出，电影票一度被炒到900元一张的天价，疑似存在卖票房的操作。

## 電影歌曲
| 曲序 | 曲目               |        | 作曲   | 演唱 |
| ---- | ------------------ | ------ | ------ | ---- |
| 1.   | 世界末日（片头曲） | 周杰倫 | 周杰倫 | 鹿唅 |
| 2.   | 無愧（片尾曲）     | 趙英俊 | 趙英俊 | R1SE |
| 3.   | 如果當時（推廣曲） | 林喬   | 周富堅 | 胡夏 |

## 反響
影片的票房和口碑双双遭遇滑铁卢。首周末票房仅为1.1亿元，时光网和豆瓣评分分别为4.5分和3.2分。评论指，影片的问题主要集中在主题思想、题材偏向、演员表现（集中在鹿晗）、故事情节割裂、配音声画不对位、主角雷人台词等方面，而影片的失利也意味着观众不再愿意为“流量明星+热门题材”简单模式的电影买单。之后，导演滕华涛、原著作者江南、演员鹿晗和舒淇相继回应，接受观众的批评。其后，有微博用户公开指出，其原创视频作品被《上海堡垒》未经授权盗用进行宣传。对此《上海堡垒》片方称“由于工作疏忽”，未经授权使用了他人的作品，已经联系原作者道歉，并主动赔偿。而后导演滕华涛又称自己用错鹿晗做主演，但因其在参加向往的生活第三季录制中透露在选角时选择鹿晗不是因为流量而是因为他比较合适，被网友质疑甩锅演员，再度引发了争议。